# Суфизм
Суфи́зм или таса́ввуф (араб. التصوف‎) — аскетически-мистическое направление в исламе, включающее как учение, так и духовные практики, направленные на борьбу человека с сокрытыми душевными пороками и духовное воспитание личности; мусульманское подвижничество; образ жизни последователей суфизма и их объединения; одно из основных направлений классической мусульманской философии. Последователей суфизма называют су́фиями.
Согласно общепринятой точке зрения, слово суфизм происходит от арабского суф («шерсть»). Мусульманские исследователи и историки условно разделяют историю суфизма на три периода: период аскетизма (зухд), период суфизма (тасаввуф) и период суфийских братств (тарикат). В связи с широким распространением идей суфизма среди различных слоёв мусульманского общества в XII—XIII веках развитие получила спекулятивно-эзотерическая сторона суфийского учения, которая представляла интерес в первую очередь для образованных мусульман. В настоящее время суфизм продолжает играть важную политическую и религиозную роль в жизни исламских государств.
Гибкость суфизма и «открытость» посторонним влияниям сделали его крайне неоднородным. Суфизм вдохновлял своих последователей, раскрывал в них глубинные качества души и сыграл большую роль в развитии эстетики, этики, литературы и искусства. Путь духовного совершенства суфия лежит только через полное подчинение учителю (муршид) и выполнение всех его указаний.

## Этимология
Существует несколько гипотез происхождения слов «тасаввуф», «суфий». Точка зрения, принятая среди мусульман суннитского толка, и высказанная ещё средневековыми мусульманскими авторами: слово суфизм происходит от арабского суф (араб. صوف‎ —  шерсть‎). Издавна грубое шерстяное одеяние считалось обычным атрибутом аскетов-отшельников, «божьих людей», а также мистиков.
Суфии часто возводят его этимологию к корню слова ас-сафа («чистота»), сифат («свойство»), либо к выражению ахль ас-суффа («люди скамьи, или навеса»), которое применялось по отношению к малоимущим сподвижникам пророка Мухаммеда, жившим в его мечети в Медине, и отличавшихся своим аскетизмом.
Некоторые исследователи считали, что эти слова неарабского происхождения. В частности, западноевропейские учёные вплоть до начала XX века склонялись к мысли о том, что слово тасаввуф происходит от греческого слова софия («мудрость»).
На начальном этапе формирования суфизма вместо слова тасаввуф обычно использовались слова зухд («аскетизм», «воздержание, отречение от мира») и захид («аскет») либо близкое к нему ‘абид («богомолец», «подвижник»). Начиная с VIII века последователей суфизма стали называть суфиями. Первым человеком, которого называли суфием, был либо куфиец Джабир ибн Хайян (ум. в 767 г.), либо другой куфиец по имени Абу Хашим.

## История суфизма
Мусульманские исследователи и историки условно разделяют историю суфизма на три периода: период зухда (аскетизма), период тасаввуфа (суфизма) и период тарикатов (суфийских братств).
Период зухда:
- VII—VIII века — возникновение и развитие аскетико-мистических тенденций в исламе.
- середина VIII — начало IX века — фактическое начало формирования суфизма.

Период тасаввуфа:
- IX век — появление ряда суфийских школ и активная разработка теории и практики суфизма.
- конец IX века — сближение с шиитским и исмаилитским эзотеризмом[6].
- X—XI века — рост популярности суфийского образа жизни и мировоззрения. В этот период были созданы сочинения, в которых зафиксировались главные положения «суфийской науки» и в общих чертах сложилась собственно суфийская традиция. Авторы классической суфийской литературы систематизировали суфийское знание и закрепили свойственную лишь суфиям терминологию.

Период тарикатов:

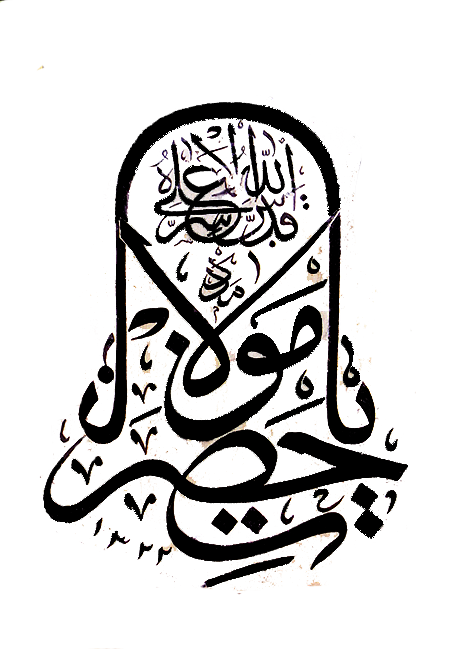
Символ ордена мевлеви

- XII—XIII века — становление суфизма важным элементом религиозной жизни мусульманского общества.
- середина XII — начало XIII века — вокруг суфийских обителей (завия, ханака, рибат) начинают складываться суфийские братства (тарикаты).
- XII—XIII века — развитие спекулятивно-эзотерической стороны суфийского учения.
- XIII—XIV века — расцвет философского суфизма. Выработка концепции «совершенного человека», «единства бытия», «самопроявления Абсолюта», «эманации» и т. д.

### Возникновение
Пророк Мухаммед (Мухаммад)
Слово тасаввуф («суфизм») в Коране и сунне не упоминается. Однако основы суфизма были сформулированы пророком Мухаммедом и нашли отражение в хадисах. Аскетический образ жизни и практика совершенствования своих духовных качеств, положившие начало суфизма, возникли ещё во времена пророка Мухаммеда. Для суфиев пророк Мухаммед является посланником Аллаха, который на своём примере указал пути духовного воспитания личности и общества. Мухаммед вёл аскетический образ жизни, довольствовался лишь самым малым и не преследовал сугубо земных интересов. Его не интересовали богатство и власть и он проводил большую часть своего времени в молитвах и постах и был образцом наилучших моральных качеств (усватун хасана).
Асхабы
Указанные выше качества пророка Мухаммеда были тщательно изучены его сподвижниками. Классики суфизма и историки приписывают к продолжателям духовной практики Мухаммеда Праведных халифов (Абу Бакр, Умар, Усман, Али) и представителей его семьи (Хасан, Хусейн и др.). Среди сподвижников это в первую очередь те, кому при жизни был обещан рай (аль-мубашшарун би-ль-джанна), Хузайфа ибн аль-Яман, Абу ад-Дарда и другие известные сподвижники пророка Мухаммеда.
Ахль ас-суффа

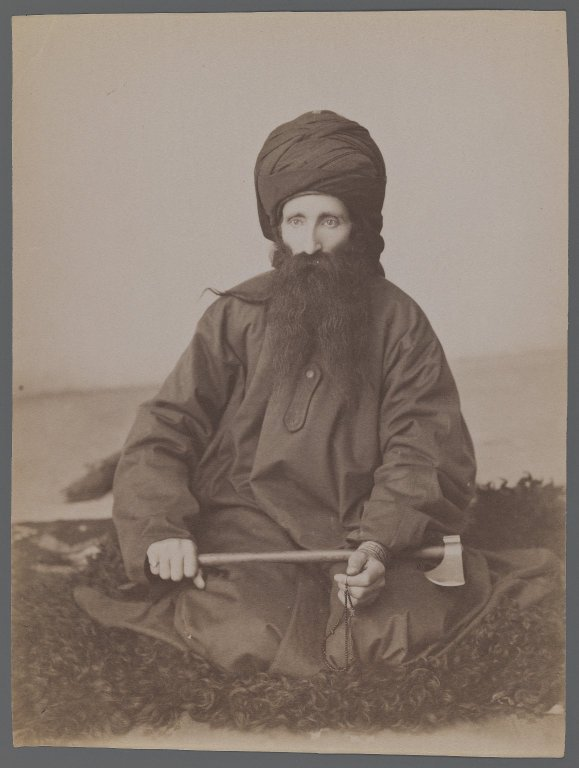
Портрет дервиша

Исключительное значение в возникновении и развитии мусульманского аскетизма сыграли люди, которых называли ахль ас-суффа
(араб. أهل الصفة‎ —  люди скамьи‎). Их группа численностью от 70 до 300 человек собирались в мединской мечети и состояла из беднейших представителей мухаджиров и ансаров. Они отдавали приоритет духовной и аскетической практике в религии, проводя долгие часы в молитвах и постах. Ахль ас-суффа пристально наблюдали за всеми словами и поступками пророка Мухаммада, который их очень высоко ценил и уважал. Среди них были Абу Хурайра, Салман аль-Фариси, Абу Зарр аль-Гифари, Сухайб ар-Руми, Абу Муса аль-Ашари и другие известнейшие сподвижники. Пророк Мухаммад посылал этих людей для проповеди ислама среди различных арабских племён. Ахль ас-суффу считают основоположниками завии и медресе. Противники суфизма отрицали, что ахль ас-суффа вели скромный образ жизни по убеждению, так как после того, как они разбогатели за счёт добычи, полученной во время завоеваний, они отказались от такого образа жизни.
Табиины
Аскетическая практика первого поколения мусульман в дальнейшем была продолжена и развита следующим поколением. Среди известных аскетов были такие известные люди, как Хасан аль-Басри, Увейс Карани, Умар ибн Абду-ль-Азиз и др. К суфизму в основном примыкали собиратели хадисов (мухаддисы), странствующие проповедники (куссас), чтецы Корана, участники джихада, а также часть христианского населения, принявшая ислам.
Примерно к середине VIII — началу IX века следует отнести фактическое начало формирования суфизма. В этот период получили ещё большее распространение идеи аскетизма, появился термин тасаввуф («суфизм»), а также начала формироваться суфийская терминология. Среди известных аскетов того времени были Шакик аль-Балхи, Аль-Фудайль ибн Ийяд, Давуд ат-Таи, Рабиа аль-Адавия, Хашим ас-Суфи и другие.
Причины возникновения
Причин возникновения и развития аскетико-мистических тенденций в исламе много. Среди наиболее заметных можно отметить социально-политические неурядицы первых двух веков существования мусульманской общины, которая породила эскапистские настроения, а также общее усложнение религиозной жизни, сопровождавшееся углубленными идейными и духовными исканиями. Влияние других религиозно-философских систем (в первую очередь христианства) также внесло немалый вклад в развитие суфизма.
Особенности

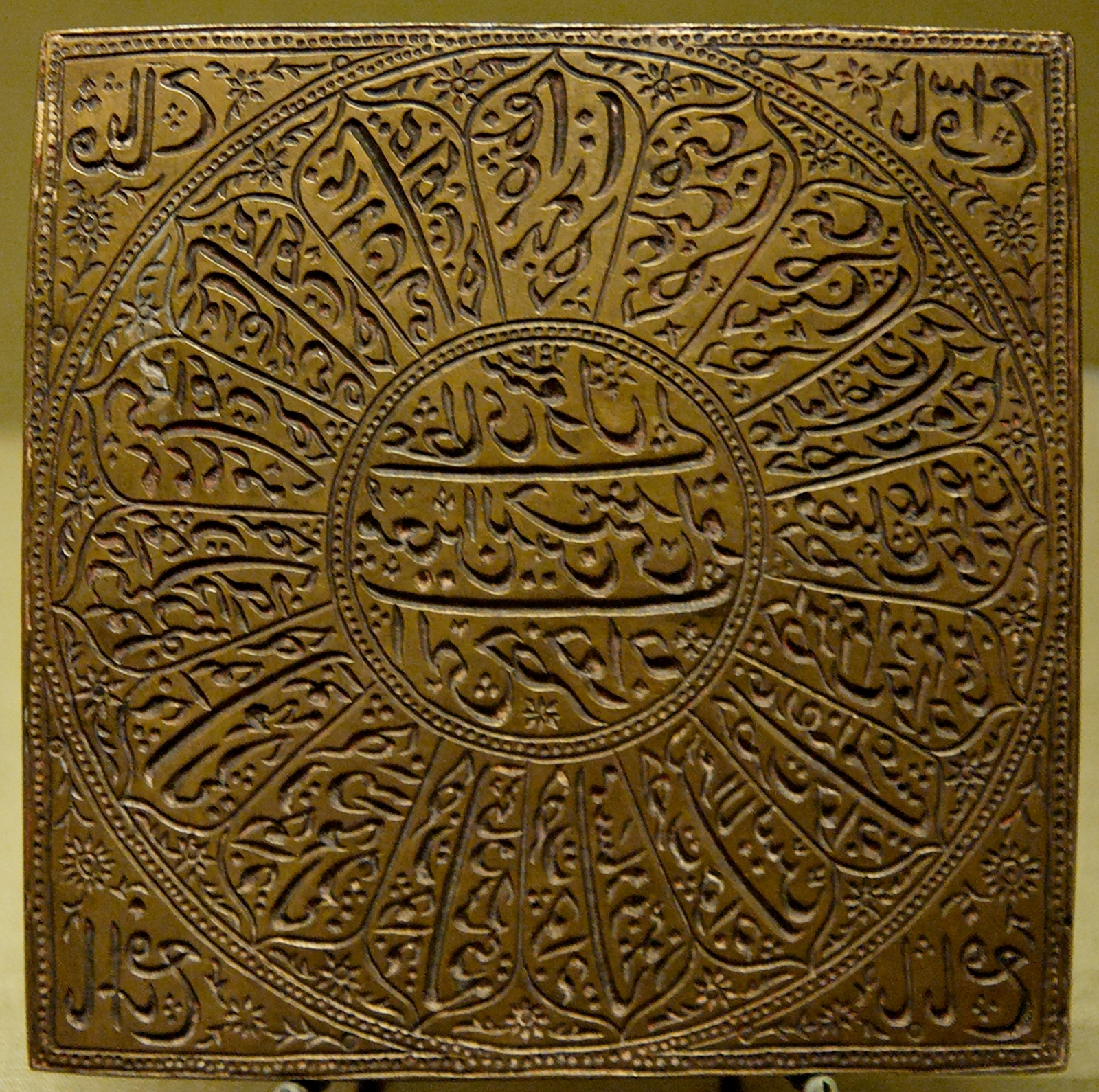
Печать ордена чиштия

Типичными чертами практики ранних суфиев было размышление над смыслом Корана, строжайшее следование его предписаниям и сунне пророка Мухаммеда в повседневной жизни, многократные дополнительные молитвы, бдения и посты (навафиль). Суфии отличались отрешением от всего мирского, благочестием в повседневной жизни, отказом от сотрудничества со светскими и военными властями, преданием себя воле божьей (таваккуль) и так далее. Для первых суфиев был характерен культ бедности (факр), эсхатологические и покаянные настроения. Они были удовлетворенны своей земной долей (ради) и терпеливо переносили страдания и лишения (сабр).
В отличие от абстрактных богословских рассуждений мутазилитов и следования «букве» священных текстов традиционалистов, суфийские учения изначально были антропоцентрическими. Им был присущ глубокий анализ мельчайших движений души человека, скрытых мотивов его поступков, а также внимание к личному переживанию и внутреннему осознанию религиозных истин. Так, один из основателей суфизма аль-Хасан аль-Басри создал «науку о сердцах и помыслах» (аль-кулуб валь-хаватир) и о человеческих намерениях (ният). В высказываниях и проповедях учеников и последователей аль-Хасана аль-Басри Рабаха ибн Амра, Рабии аль-Адавии и ад-Дарани появились мотивы бескорыстной любви к Богу (махабба, хубб), неизбывной тоски по нему и стремления сблизиться с ним. Начиная с IX века эти мотивы стали характернейшей особенностью и отличительной чертой суфизма, придав ей отчётливый мистический оттенок.

### Формирование
В течение IX века появляется ряд суфийских школ и активная разработка теории и практики суфизма. Наиболее влиятельными школами в то время были басрийская, багдадская и хорасанская. Представители этих школ дают подробные описания её «состояний» мистика (хал) и «стоянок» (макам). Как и в других мистических учениях, её рассматривали как «путь» (тарикат), проходя который суфий очищается от «мирской скверны» и сближается с Богом. В учении о «намерениях» главный акцент делался на искренность и бескорыстие (ихлас, сидк). В связи с этим суфии стали разрабатывать способы самонаблюдения и самоконтроля (муракаба или мухасаба). Подобное учение, сформулированное багдадским суфием аль-Мухасиби, приобрело множество адептов, которых стали именовать маламатия.
К концу IX века суфизм сблизился с шиитским и исмаилитским эзотеризмом. Важнейшим элементом этих течений было символико-аллегорическое толкование коранического текста (тавиль) и извлечение его «скрытого» смысла, который доступен лишь «посвящённым». Традиции тавиля дали начало теософским учениям о мироздании и мистическом откровении (кашф). Суфизм воспринял также элементы алхимии, физиогномики, науки о символике цифр и букв (джафр) и так далее.

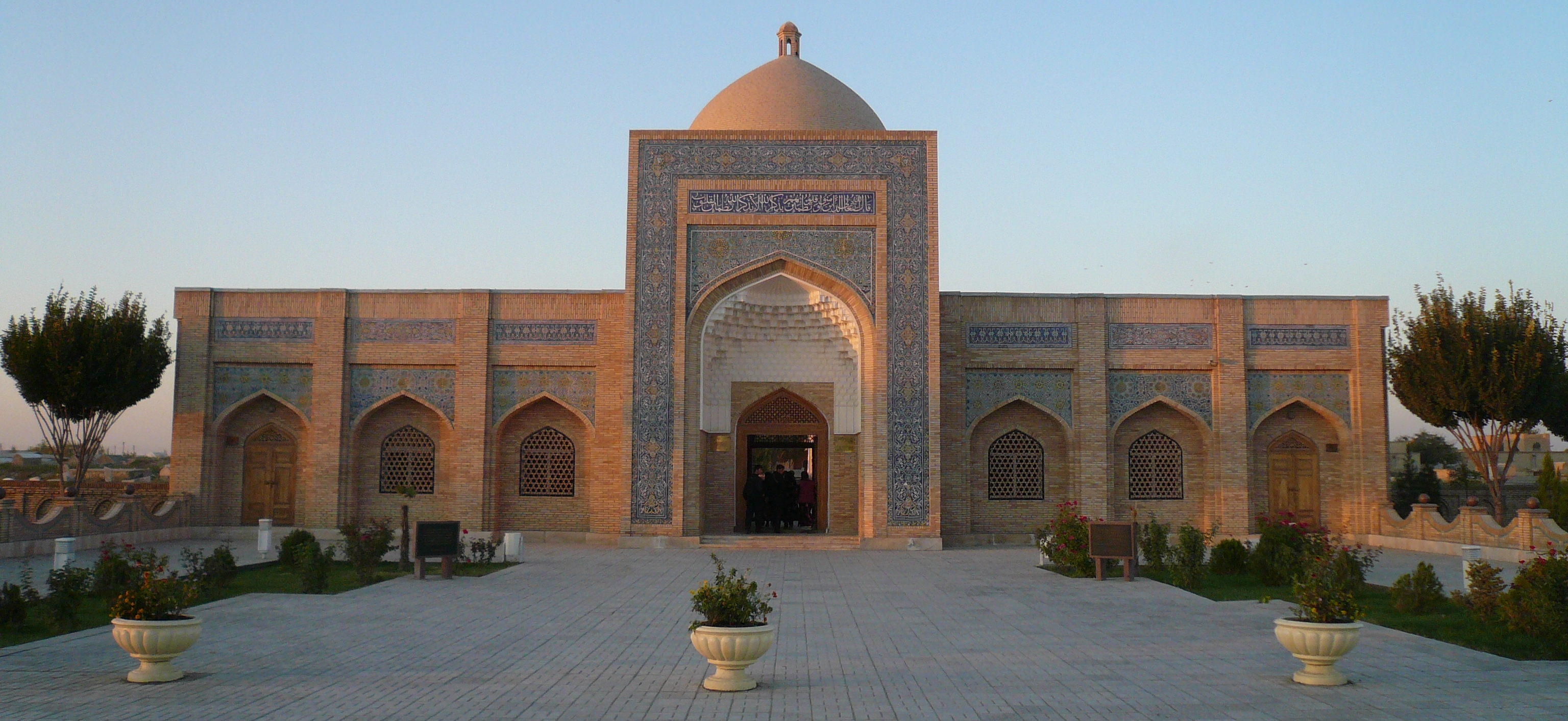
Мавзолей Бахауддина Накшбанда около Бухары

В ходе теософских рассуждений ряд суфийских мыслителей, среди которых ан-Нури (ум. в 907 г.) и аль-Харраз (ум. в 899 г.), пришли к утверждению, что конечным пунктом «пути к Богу» является не только его «лицезрение» (мушахада), но и «уничтожение», «растворение», а затем «пребывание» в Боге личности суфия (фана/бака). Эти утверждения вызывали резкую критику суннитских богословов, так как были истолкованы ими как признание субстанционального соединения (иттихад, хулюль) Бога и человека. Некоторые авторы теософских и экстатических высказываний (ат-Тустари, ас-Салимия, аль-Хаким ат-Тирмизи, ан-Нури) часто преследовались властями, однако лишь немногие из них подвергались наказанию публичной казнью (аль-Халладж, Ибн Ата, Айн аль-Кудат аль-Хамадани). Знаменитый «опьянённый» мистик аль-Бистами повествовал в поэтической форме о своём «восхождении» (мирадж) к божественной сущности и соединении с ней. Он проповедовал крайние формы суфийского переживания и пользовался у себя на родине в широкой известностью и авторитетом. Подозрительное отношение к суфиям со стороны суннитских авторитетов заставляло суфиев быть осторожными. Суфии искали компромиссные решения и неустанно провозглашали свою приверженность Корану и сунне пророка Мухаммеда. «Умеренные» суфии (аль-Джунайд и др.) отмежевывались от наиболее смелых высказываний представителей «крайнего», или «экстатического» суфизма (аль-Бистами, аль-Халладж и др.).
Социальную базу раннего суфизма составляли в основном мелкие торговцы и ремесленники. Людей с богословским образованием среди них было мало. Уже на раннем этапе суфизма его важнейшим элементом было овладение его теорией и практикой под руководством духовного наставника (шейха, муршида). Шейхи требовали от начинающих суфиев (мюридов) полного подчинения и признания его авторитета во всех религиозных и светских вопросах. Крупнейших суфийских учителей стали именовать «святыми» (вали, авлия) или «божественными полюсами» (кутб, актаб). В этом можно усмотреть влияние шиитских учений об имамах. Мюриды и простые люди начали приписывать своим наставникам «богоизбранность», способность к совершению чудес (карамат), толкованию «скрытого» смысла священных текстов и тому подобное. Предания о подвигах «святых» становились произведениями фольклора, обрастая при этом невероятными подробностями. Дошло до того, что например, аль-Хакима ат-Тирмизи фактически приравнял авлия в правах с пророками и полагал, что суфийская «святость» является новым этапом пророчества.

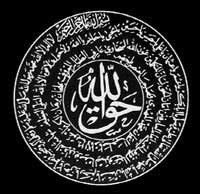
Символическая эмблема братства накшбандия

Передача суфийского знания и «благодати» от шейха к мюриду осуществлялась в процессе длительного обучения. По окончании обучения ученик получал из рук учителя суфийское рубище (хирка), которое давало право на самостоятельную проповедь. Обычно вышедшие из разных областей исламского мира мюриды возвращались в родные места. Там они основывали суфийские кружки (халякат) и обители (завия, ханака) для подготовки уже своих учеников, что обеспечило быстрое распространение суфизма.
Картина жизни суфийских общин раскрыта тюркским поэтом Алишером Навои в 28-й главе «Четвёртая беседа о лицемерных шейхах» его философско-дидактической поэмы «Смятение праведных» (1483).

### Становление
Несмотря на сопротивление суннитских богословов, которые видели в суфийских деятелях своих соперников в борьбе за влияние на верующих, в XII—XIII веках суфизм становится важным элементом религиозной жизни мусульманского общества.
Большой вклад в интеграцию идей суфизма в ортодоксальный суннитский ислам принадлежит Абу Хамиду аль-Газали, который признал ценность морально-этических норм и способов глубокого осознания смысла веры, выработанных суфиями, а также не отрицал правомочности некоторых ключевых элементов суфийской практики, таких, как зикр и «уединение» (хальва). В основе проповедей Абду-ль-Кадира Гилани легло морально-этическое учение суфизма, очищенное от экстатических и теософско-спекулятивных элементов. С влиянием суфизма вынуждены были считаться правители областей и городов.

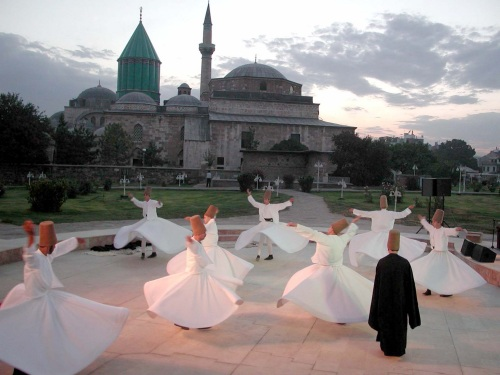
Танец дервишей (Турция)

Захоронения суфийских «святых» (турба) становятся объектами паломничества. В некоторые области, население которого исповедовало язычество, ислам проникал в это время исключительно в форме суфизма. Странствующие и оседлые дервиши создавали обители (завия, ханака, рибат), которые превращались в центры миссионерской пропаганды и религиозной жизни.
В середине XII — начале XIII века вокруг завий, особенно в городах, начинают складываться суфийские братства. В отличие от христианских монашеских орденов, суфийские братства менее строго организованные и не имели централизованного управления. Первые братства сухравардия и кадирия, возникли в Багдаде и распространились по всему исламскому миру. Фактическими создателями тарикатов были не столько их эпонимы, сколько их ученики и последователи. С появлением института тарикатов влияние суфизма на религиозную жизнь мусульманской общины ещё более возросло. Многие суфийские шейхи придерживались принципа невмешательства в мирские дела и избегали прямых контактов с властями. Суфии и их организации имели тенденцию к сближению с народными массами, а культ суфийских «святых» занимал важное место в верованиях и практике «народного» ислама.
«Вульгаризация» суфизма привела к упрощению его теории и практики. Это вызывало осуждение как со стороны суфийских авторитетов, так и со стороны ортодоксальных суннитов, критиковавших суфизм за практику «недопустимых новшеств» (бида) и извращение положений шариата. Среди критиков суфизма можно отметить Ибн Каййима аль-Джаузия, Ибн Таймию и Ибн Хальдуна. В таких условиях наиболее жизнеспособной и приемлемой оказалась «джунайдовская» модель суфизма, которая предписывала строгое исполнение религиозных обязанностей, избежание экстатических трансов и легла в основу идеологии большинства тарикатов. Большинство суннитских богословов вынуждены были признать правомочность ряда основных положений суфийской теории и практики.

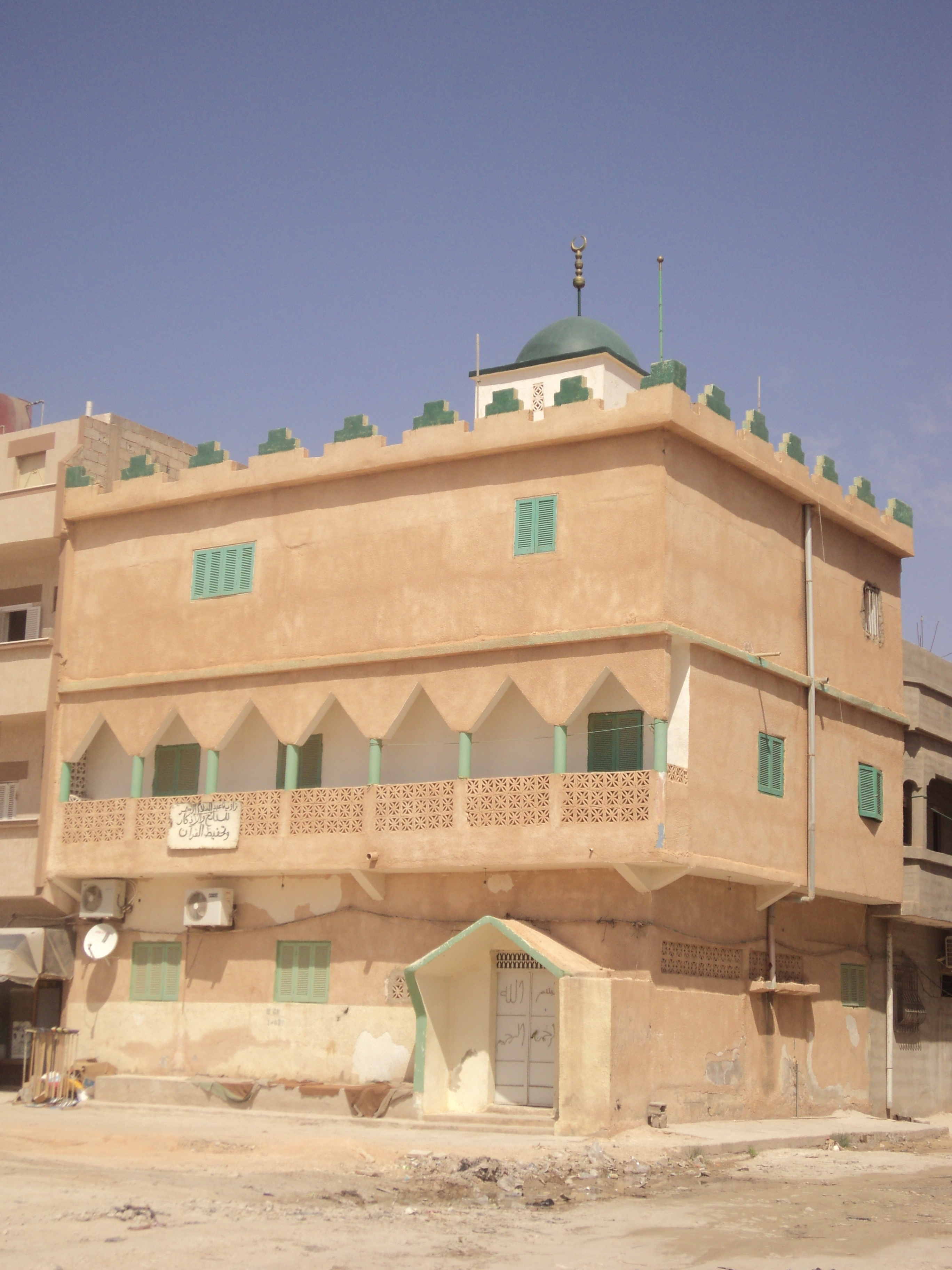
Завия в Бенгази

В каждом отдельном регионе на идеологию суфийских организаций наложили отпечаток местные этноконфессиональные особенности и традиции. Многие положения суфизма смешались с языческими верованиями, бытовавшими ранее среди коренного населения. Среди этих верований можно отметить культ предков, анимизм, магию и так далее. В Индии суфизм испытал влияние буддизма и индуизма.

### Интеллектуализация
В связи с широким распространением идей суфизма среди различных слоев мусульманского общества в XII—XIII веках развитие получила спекулятивно-эзотерическая сторона суфийского учения, которая представляла интерес в первую очередь для образованных мусульман. «Практический» же суфизм ориентировался главным образом на удовлетворение духовных запросов народных масс. Суфийская интеллектуальная элита в полной мере усвоила идеи мутакаллимов и философов. К тому же появились доктрины, которые обосновывали мистическую практику и переживание как способ постижения тайн бытия. Ас-Сухраварди (ум. в 1191 г.), Ибн Араби (ум. в 1240 г.), Ибн Сабин (ум. в 1268-69 или 1271 г.), Абду-р-Раззак аль-Кашани (ум. в 1329 г.), Абду-ль-Карим аль-Джили (ум. в 1428 г.) и другие авторы подобных доктрин широко использовали религиозно-философское наследие ирано-семитской и эллинистической культуры, переработав его в исламском духе. Их творчество во многом определило дальнейшее развитие не только суфийской идеологии, но и всей мусульманской интеллектуальной и духовной культуры.
Парадоксальность, сложность выражения и диалектичность мышления крупнейших суфийских теоретиков нередко вызывало протест со стороны суннитских богословов (напр. Ибн Таймия), однако в условиях идейного доминирования суфизма их протесты нередко встречали решительный отпор. Философский суфизм достиг расцвета в XIII—XIV веках и позднее утратил свою творческую потенцию. Выработанные им концепции «совершенного человека», «Единства бытия», «самопроявления Абсолюта» и «эманации» стали объектами полемики между суфиями и ортодоксальными суннитами.

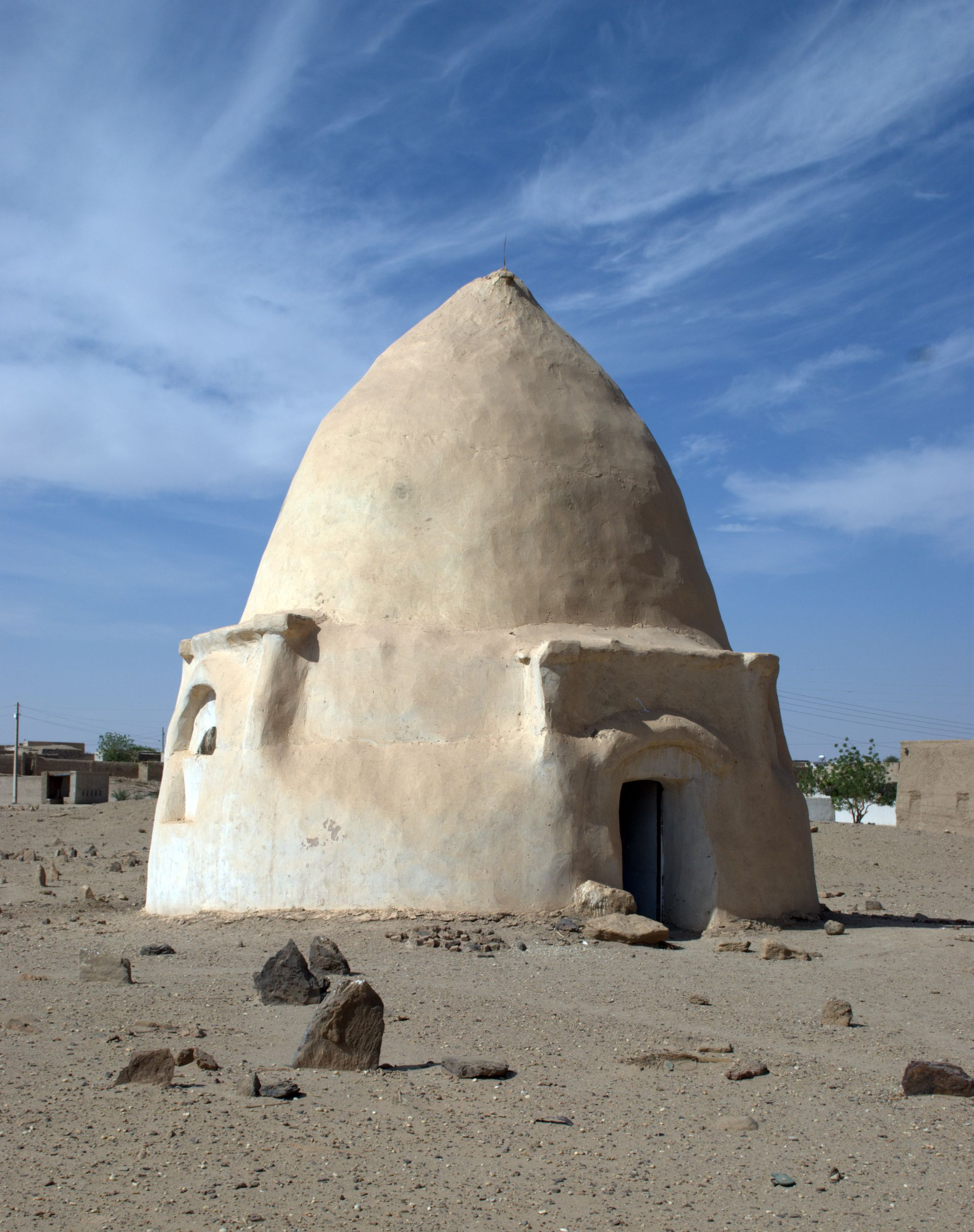
Гробница «святого» (Судан).

Концепции суфизма получили отражение в многочисленных поэтических произведениях. Суфийская символика, образы и мотивы пронизывают как религиозную, так и светскую персоязычную поэзию. Среди известных средневековых авторов можно отметить Дж. Руми, М. Санаи, М. Саади, Махмуда Шабистари,Ф. Ираки, А. Х. Дехлеви, Х. Ширази, А. Джами, З. аль-Ансари, Н. Гянджеви и др. Поэзия арабов, тюрок и других мусульманских народов в меньшей степени была подвержена этому влиянию.

### Современный суфизм
С увеличением числа суфиев наблюдается процесс бюрократизации его институтов. Если ранее шейх тариката осуществлял свои функции непосредственно, то теперь он делает это через многочисленных посредников (халифа, мукаддам). Усложнение структуры братств и более строгая регламентация их внутренней жизни создало почву для отпадения от основного братства множества вторичных братств. Эти братства, в свою очередь, также продолжали «ветвиться», что увеличило число братств и конкуренцию между ними. Пытаясь сохранить или расширить сферы влияния, суфийские шейхи стремились заручиться поддержкой светских властей. В результате этого верхушка братств всё чаще оказывалась в зависимости от правящей верхушки, а в некоторых странах фактически срослась с ней. Своего рода протестом против этих негативных явлений стало возрождение традиций маламатия и появление большого числа странствующих дервишей, не связанных с каким-либо из братств.

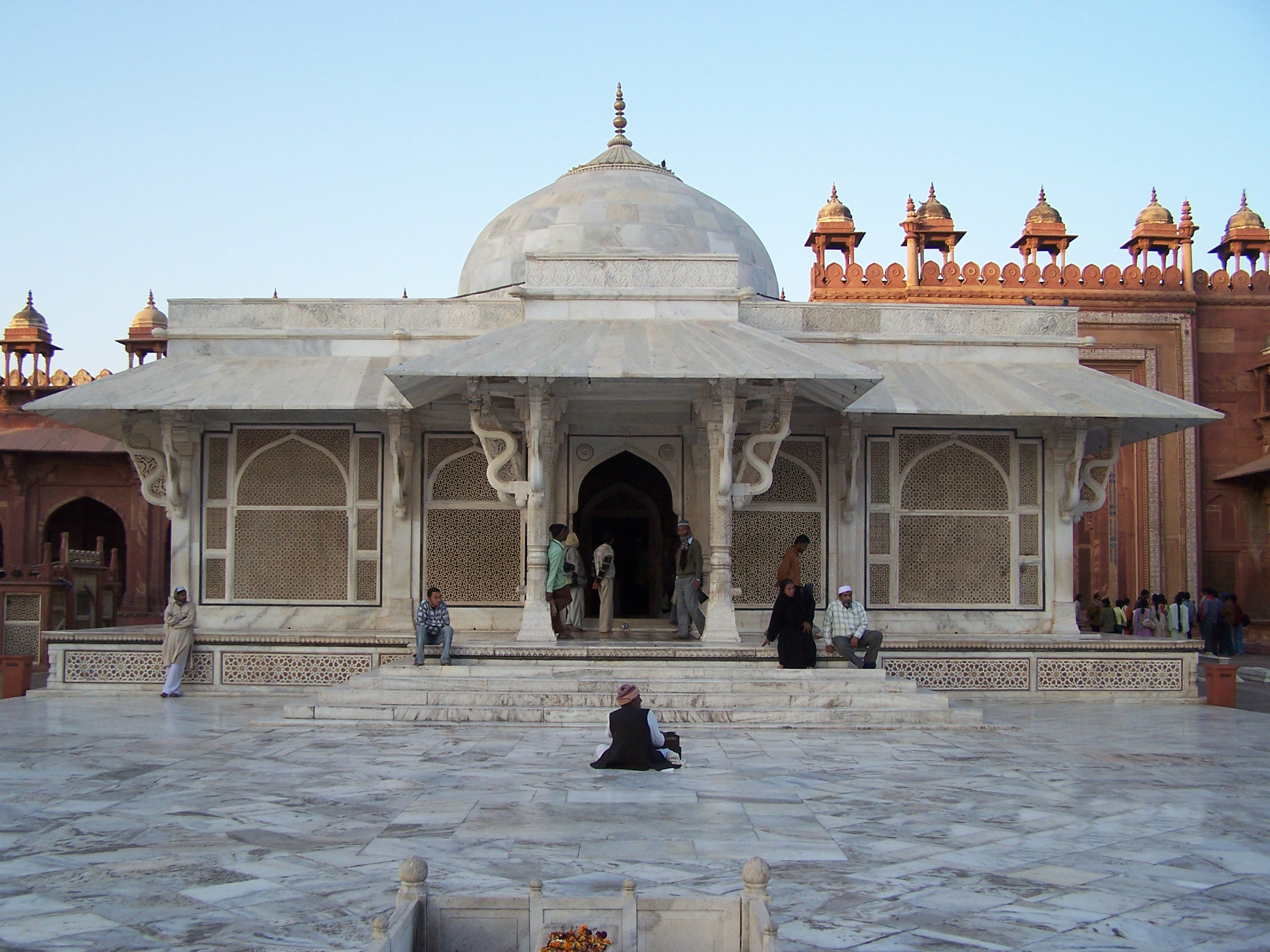
Суфийская мечеть в Индии

В XIX — начале XX веков суфизм продолжал играть важную политическую и религиозную роль в жизни исламских государств. Сильный удар по позициям суфизма нанесли такие явления, как общая секуляризация обществ на Востоке и изменения в их хозяйственной и культурной жизни. В большинстве арабских стран суфизм подвергся резкой критике религиозно-политических кругов, которые ратовали за «обновление» ислама в соответствии с требованиями времени либо за возвращение к его «первоначальной чистоте».
Против суфизма и его идеологических установок выступили также сторонники «арабского» и «исламского» социализма. Суфийских шейхов обвиняли в пассивности и даже в сотрудничестве с колонизаторами, в поддержке консервативных и контрреволюционных кругов. В некоторых мусульманских странах, как, например, в Турции, деятельность суфийских тарикатов была запрещена. В странах Северной Африки появились новые тарикаты: алавия (основатель Ахмад аль-Алави, ум. в 1934 г.), мадания (основатель Мухаммад аль-Мадани, ум. в 1959 г.), хамидия-шазилия (основатель Салама ар-Ради, ум. в конце 50-х годов).
В наши дни следование суфизму не мешает его адептам выполнять свои социальные функции. Исключение составляют шейхи и их ближайшие сподвижники. Основную массу суфиев составляют не только низшие социальные слои, но и представители среднего класса. Членство в тарикате во многом обусловлено семейными традициями и не является следствием духовных изысканий.
Суфизм является одним из объектов внимательного исследования как мусульманских, так и западных учёных. Большинство мусульманских учёных относятся к нему предвзято (либо осуждая, либо оправдывая и восхваляя). Западноевропейские, американские и японские востоковеды иногда склонны преувеличивать влияние на суфизм христианских доктрин и осовременивать его понятия.

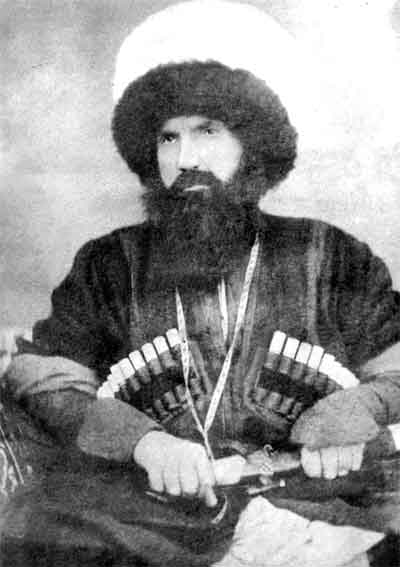
Имам Шамиль.

Группа исследователей и философов, видя в суфизме панацею от духовного кризиса общества, выступают с пропагандой возрождения традиций и концепций суфизма. Благодаря этой пропаганде, в ряде западноевропейских стран и в США появились кружки и общества, придерживающиеся доктрин «модернизированного» суфизма.

## Многоликость
Гибкость суфизма и «открытость» посторонним влияниям сделали его крайне неоднородным. Будучи изначально проповедью смирения и ухода от мирской суеты, он на протяжении своей истории не раз становился сначала идеологией повстанческих и махдистских движений, а позднее — антиколониальной борьбы. Среди известных восстаний: «восстание муридов» в Андалусии, религиозно-политическое движение в Анатолии во главе с шейхом Бадруддином, Кавказская война во главе с Шамилем и т. д.
После признания суфизма большинством мусульманских авторитетов под его прикрытием стали действовать разного рода общины и течения «крайнего» толка (хуруфия, ахл-и хакк и т. п.). На Ближнем Востоке распространились братства, исповедовавшие смешанную суфийско-шиитскую доктрину (бекташия, маулавия, нурбахшия, ниматуллахия, кубравия, халватия, захабия). Шиитские мыслители XIV—XVII веков охотно обращались к философскому наследию суфизма. Они отождествляли главу суфийской духовной иерархий (кутб) со «скрытым» имамом, а также считали Ибн Араби и других известных суфиев своими учителями.
Был вам в посланнике Аллаха
Пример хороший тем,
Кто возложил свои надежды на Аллаха
И на Последний День (Его Суда)
И в поминании Аллаха
                          проводит долгие часы.

## Суфизм и ислам
В трудах исследователей суфизма можно найти различные теории об истоках возникновения суфизма. В частности, выдвигались теории о влиянии на зарождение суфизма раннего христианства, гностицизма, неоплатонизма, индуизма и даже даосизма.
Данные теории не получили широкого распространения, и хотя религии не существуют в вакууме, и элементы религиозного синкретизма можно найти в любом религиозном течении, в современной научной литературе существует консенсус о том, что по определению суфизмом называется исламский мистицизм, и следовательно, духовные корни суфизма происходят именно из ислама.
Мистический опыт, лежащий в основе суфизма, создает основу для его многоликости, подвижности и «открытости» нововведениям. В то же время, доктрина ислама не предполагает никаких новововведений. Это противоречие между глубоко личным мистическим опытом и неизменной буквой Корана и сунны пытались разрешить многие суфии. Например, многие труды Абу Хамида аль-Газали посвящены описаниям различных этапов суфийского пути и обоснованию этих этапов с точки зрения Корана и сунны. В то же время, те суфии, которые заявляли о своём мистическом опыте выходящим за рамки доктрины ислама, нередко подвергались гонениям, некоторые из них были казнены (Аль-Халладж, Айн аль-Кузат аль-Хамадани). Критика суфизма в исламской среде усилилась после появления движений салафизма и ваххабизма.
В настоящее время в большинстве стран суфизм глубоко интегрирован в ислам и является неотъемлемой составляющей мусульманского общества.
В Саудовской Аравии и Турции суфизм объявлен вне закона и существует полулегально.
В западных странах набирает популярность неосуфизм, для которого характерно дистанцирование от ислама.

## Учение
Основными составляющими суфизма принято считать аскетизм, мистицизм, утончённую духовность, подвижничество.
Целью суфизма является воспитание «совершенного человека», который свободен от мирской суеты и сумел возвыситься над негативными качествами своей природы. Суфизм вдохновлял своих последователей, раскрывал в них глубинные качества души и сыграл большую роль в развитии эстетики, этики, литературы и искусства. По мнению суфиев, путь совершенствования духовного мира каждого человека был показан на примере жизни пророка Мухаммада и выражен в 21-м аяте суры «Аль-Ахзаб».
Суфизм совершенствует духовный мир человека. Благодаря ему мусульманин может ослабить влияние на личность материального мира и пойти по пути постоянного духовного совершенствования, бескорыстного и преданного служения Богу. Посредством воплощения принципов суфизма человек может реализовать такие сокрытые качества своей души, как вера, покорность (ислям), терпение (сабр), довольство (рида), упование (тавакуль), и бороться с такими сокрытыми душевными пороками, как нетерпимость, гордыня, скупость.
Духовное воспитание личности невозможно осуществить только посредством механического исполнения обрядов и правовых положений, а путь духовной практики не позволяет религии закостенеть и лишиться духа. В отличие от правовой науки (фикх), регулирующей только внешние, видимые аспекты проблем, суфизм обладает способностью воздействовать на духовный мир человека посредством искреннего и преданного служения Богу.

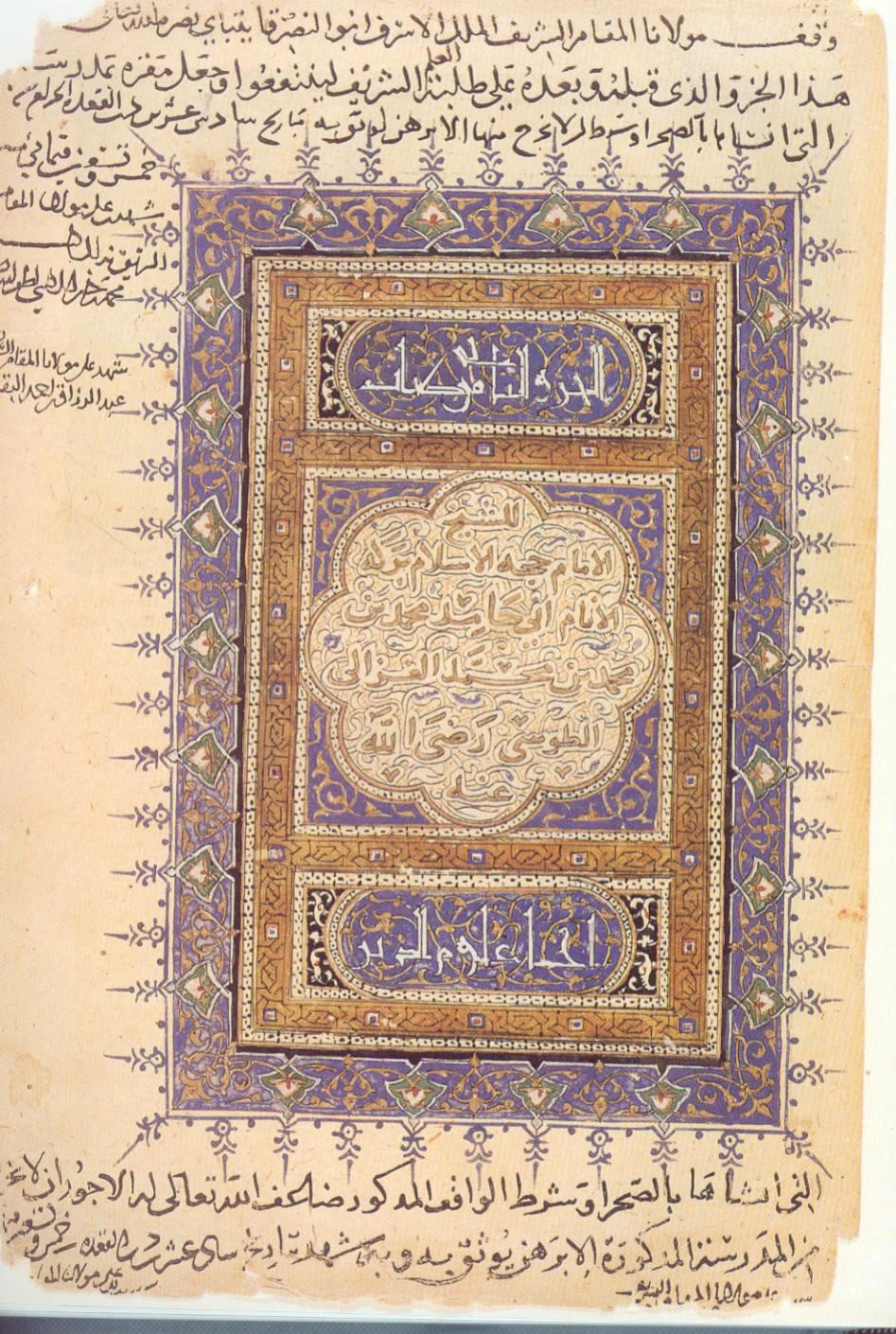
аль-Ихья улюм ад-дин аль-Газали

## Суфийская наука
Суфизм — это особая, иррациональная исламская наука, которую невозможно постигнуть путём эмпирических опытов или логических доказательств. Положения суфизма должны постигаться душой и сердцем человека, и приниматься на веру. По этой причине путь духовного совершенства суфия лежит только через полное подчинение учителю и выполнение всех его указаний. Суфизм, также как и все остальные исламские дисциплины, имеет своими источниками Коран и Сунну пророка Мухаммада и его первых сподвижников.
Суфийская литература

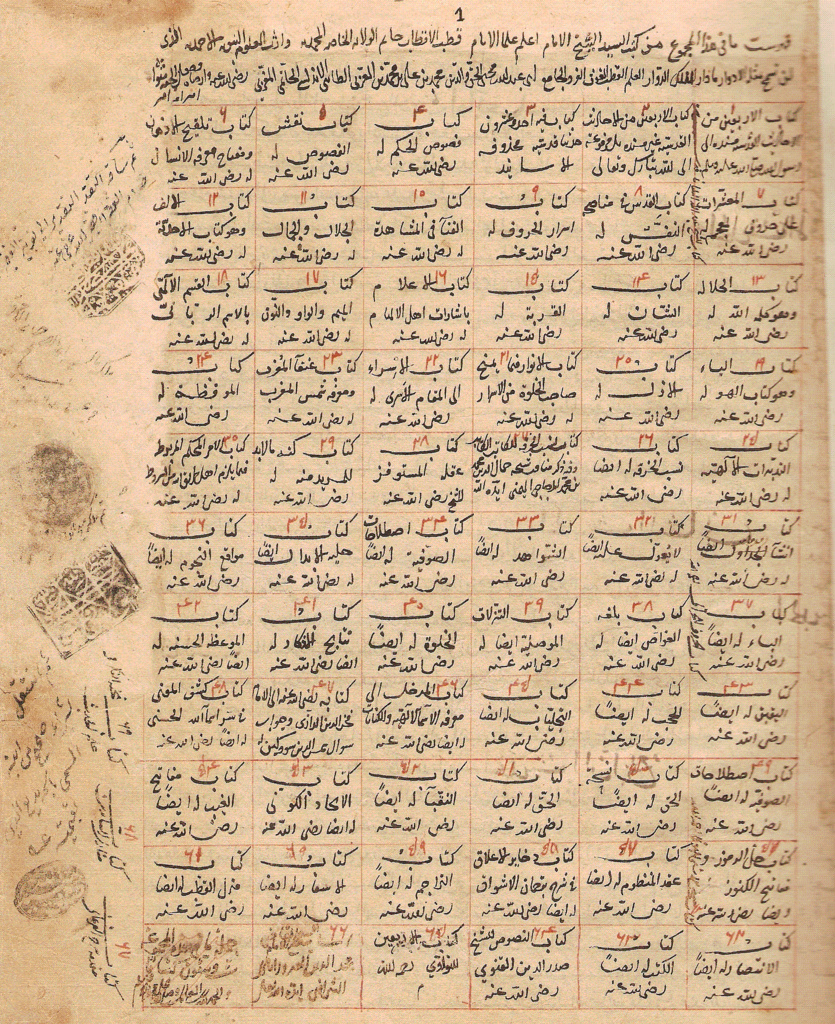
Список книг Ибн Араби

Суфийская традиция сложилась в X—XI веках и отличалась от прочих идейных и религиозных течений в исламе. В это время были созданы сочинения, в которых зафиксировались главные положения «суфийской науки» (ильм ат-тасаввуф). Авторы этих «классических руководств» по суфизму пытались доказать правомочность существования суфизма в лоне ислама и оправдать его теории и практики. Важнейшим итогом их деятельности была систематизация суфийского знания и закрепление особой суфийской терминологии (истилахат аль-каум) для обозначения различных элементов суфийской практики.
Среди дошедших до нас сочинений особо выделяются следующие:
- аль-Харис аль-Мухасиби «ар-Ри’ая ли-хукуки Ллах» — одно из первых классических сочинений по суфизму
- аль-Хаким ат-Тирмизи «Хатм аль-вилайя»
- Абу Наср ас-Саррадж ат-Туси «Китаб аль-люма» — ценное пособие по суфизму, где даётся описание его источников, терминологии и истории возникновения
- Абу Бакр аль-Калабази «Китаб ат-та‘арруф» — описания и объяснения основных понятиям суфизма
- Абу Талиб аль-Макки «Кут аль-кулуб» — применение практики суфизма в аскезе и молитвах
- Абу Абду-р-Рахман ас-Сулями «Рисалат аль-маламатия» и «Адаб ас-сухба»
- аль-Кушайри «Рисаля фи-т-тасаввуф» — систематизация положения суфизма с позиции суннитского ислама
- Али аль-Худжвири «Кашф аль-махджуб» (на фарси)[8].
- Абу Хамид аль-Газали «аль-Ихья ‘улюм ад-дин»
- Абу Хафс Умар Сухраварди «Авариф аль-Ма‘ариф»
- Мухйиддин ибн Араби «Фусус аль-Хикам» и «Футухат аль-Маккия»
- Джалаладдин Руми «Маснави» (на фарси)[3]

История тасаввуфа

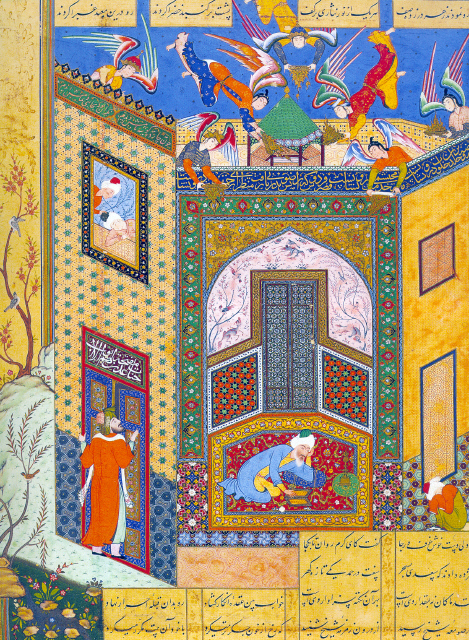
Иллюстрация из книги Джами

Исторические данные об этапах развития суфизма, его основных понятиях, терминологии, философии, а также биографии наиболее известных аскетов содержатся во многих сочинениях, самыми авторитетными из которых являются:
- Абу Абду-р-Рахман ас-Сулями «Хакаик ат-тафсир» — отражение суфийской традиции эзотерического толкования Корана
- он же, «Табакат ас-суфия»
- Абу Нуайм Исфахани «Хильят аль-авлия ва табакат аль-асвия» — в этой книге автор причисляет к «ранним» суфиям Али ибн Абу Талиба и других сподвижников пророка Мухаммеда[8]
- Абду-ль-Карим аль-Кушайри «Ар-Рисаля»
- Али аль-Худжвири «Кашф аль-Махджуб»
- Абу-ль-Фарадж ибн аль-Джаузи «Сифат ас-Сафва»
- Фариду-д-дин Аттар «Таскират аль-Авлия»
- Ибн аль-Мулаккин «Табакат аль-Авлия»
- Абду-р-Рахман Джами «Нафахат аль-Инс мин Хадарат аль-Кудс»
- Зайну-д-дин Ахмад аз-Забаби «Табакат аль-Хавас Ахль ас-Сидк ва аль-Ихляс»
- Абду-ль-Ваххаб аш-Шарани «Табакат аль-Кубра»
- Юсуф ибн Исмаил ан-Набхани «Джамиу Карама аль-Авлия»[3]

Толкование Корана
Приоритеты суфизма в духовном совершенствовании личности определили его методологические особенности по отношению к Корану и сунне пророка Мухаммеда. Так, при толковании Корана средневековые суфии попытались объяснить аяты, которые отнесены в разряд непостижимых для человеческого разума (муташабихат). Методология суфизма в отношении толкования Корана часто вступает в противоречие с положениями ортодоксального ислама, который не приемлет аллегорическое и иносказательное толкование (тавиль) скрытых (батин) смыслов Корана.
Одними из самых известных толкований Корана, написанных по суфийской методологии, являются:
- Абу Абдуррахман ас-Сулами «Хакаик ат-Тавсир»
- Абду-ль-Карим аль-Кушайри «Латаиф аль-Ишарат»
- Абдурраззак аль-Кашани «Та’вилят аль-Кур’ан»
- Ниматуллах Нахджувани «аль-Фаватих аль-Илахия»
- Бурсали И. Хакки «Рух аль-Байан»

Сунна
При отборе хадисов классики суфизма обращали внимание на их духовную составляющую и почти не обращали внимания на проблемы достоверности этих хадисов и проверку цепей их передатчиков. По этой причине в суфийских сборниках хадисов содержится большое количество слабых и даже сомнительных хадисов, с точки зрения суннитской методологии.
Наиболее авторитетными сборниками хадисов в суфизме являются:
- Аль-Хаким ат-Тирмизи «Навадир аль-Усул»
- Абу Бакр Калабази «Бахр аль-Фаваид»
- Ахмад ар-Рифаи «Халяту Ахль аль-Хакика ма‘а Ллах»
- Садраддин Коневи «Шарху хадис-и арбаин»
- Ибн Абу Джамр «Бахджат ан-Нуфуз»

Фикх
Развиваясь в лоне ортодоксального суннизма, суфизм не отрицает правовые аспекты религии и расценивает исламское право (фикх) как неотъемлемую часть религии. Суфизм придаёт духовность правовым решениям факиха, опирающихся на первоисточники и альтернативные методы иджтихада, а также помогает развить сокрытые (батин) духовные аспекты в каждом правовом предписании. Благодаря суфизму Закон приобретает возвышенные моральные качества, не позволяет религии превратиться лишь в механическую систему исполнения предписаний.

## Тарикаты
В историческом аспекте значение термина «тарикат» претерпело значительное изменение. В IX—X веках этот термин означал практический метод — некий свод морально-этических положений и психологических приёмов, с помощью которого суфий вступал на путь размышлений и психофизических упражнений, результатом которых должно было стать интуитивное познание истинной божественной реальности (хакикат). Он представлял собой метод постепенного овладения сущностью созерцательного мистицизма через получаемый духовный опыт «стоянок» в едином сочетании с психоэкстатическими состояниями (ахвал). В XI — середине XII века в Хорасане на базе обителей-кружков образовался институт «учитель—ученик». К концу XII века окончательно сложился институт цепи духовной преемственности (силсила), сыгравший основную роль в канонизации частных методов Пути мистического познания. Появление этого института значительно ускорило создание иерархической структуры и организационной системы суфийских братств. Под мистическим Путём суфии понимали свод всех частных мистических учений и практических методов, культивировавшиеся в системе братств.

Текие дервишей в Евпатории

Традиционно считается, что в течение XII—XIV веков в суфизме сложилось 12 основных братств: рифаия, ясавия, шазилия, сухравардия, чиштия, кубравия, бадавия, кадирия, мевлеви, бекташи, халватия, накшбандия-хваджаган, возникшие в рамках хорасанской, месопотамской, мавераннахрской и магрибинской мистических традиций. Некоторые исследователи включали такие тарикаты как: дисукия, садия, байрамия, сафавия. Эти братства дали начало всем многочисленным ветвям, сложившимся впоследствии в самостоятельные тарикаты. Самыми ранними братствами были последователи Абду-ль-Кадира Гилани (кадириты) и Ахмада ар-Рифаи (рифаиты).
В XV—XVII веках в результате постепенной бюрократизации структуры и канонизации ритуала отношения «наставник—ученик» сменились связью «святой—послушник». Теперь мюрид подчинялся не столько духовному наставнику, сколько руководству по внутренней жизни братства. Главным различительным признаком между тарикатами становится зикр.
Основные особенности братства можно свести к следующим:
1. полное подчинение главе тариката как наследнику «божественной благодати» и вилая;
2. развитая организационная система, в основе которой заложен принцип иерархического подчинения;
3. два типа последователей: полноправные и ассоциированные члены;
4. эзотерический принцип инициации и посвящения;
5. наличие внутреннего устава в соблюдении физических, аскетических и психологических упражнений и приёмов;
6. особое значение коллективного зикра и его ритуала;
7. наличие в тарикате культа, связанного с могилами «святых» (авлия)[1].

| Название    | араб.      | Основатель (эпоним)                | Территория распространения                                                          |
| ----------- | ---------- | ---------------------------------- | ----------------------------------------------------------------------------------- |
| Бадавия     | البدوية    | Ахмад аль-Бадави (ум. 1276)        | Египет.                                                                             |
| Бекташи     | البكداشية  | Хаджи Бекташ (ум. 1271)            | Турция, Албания и Босния.                                                           |
| Кадирия     | القادرية   | Абду-ль-Кадир Джиляни (1077—1166)  | Турция, Индонезия, Южная Азия, Балканы, Кавказ, Китай, Западная и Восточная Африка. |
| Кубравия    | الكبرویة   | Наджм ад-дин Кубра (1145—1221)     | Средняя Азия.                                                                       |
| Мевлеви     | المولوية   | Джалаладдин Руми (1207—1273)       | Турция.                                                                             |
| Накшбандия  | النقشبندية | Бахауддин Накшбанд (1318—1389)     | Средняя Азия, Ближний Восток, Кавказ, Индия, Пакистан.                              |
| Рифаия      | الرفاعية   | Ахмад ар-Рифаи (1118—1181)         | Арабский Ближний Восток, Турция, Балканский п-ов, Южная Азия.                       |
| Сухравардия | السهروردية | Абу Хафс ас-Сухраварди (1144—1234) | Индия.                                                                              |
| Чиштия      | الجشتية    | Муинуддин Чишти (1141—1230)        | Индия, Пакистан, некоторые регионы Южной Азии.                                      |
| Шазилия     | الشاذلية   | Абу-ль-Хасан аш-Шазили (ум. 1196)  | Египет, Северный Кавказ.                                                            |
| Ясавия      | اليسوية    | Ахмед Ясави (1103—1166)            | Центральная Азия.                                                                   |

## Суфийская терминология
- Байа (араб. بيعة‎) — обряд инициации, при которой мюрид даёт своему муршиду присягу (клятву) о том, что он останется верен ему и будет выполнять все его указания.
- Бака́ (араб. بقاء‎) — пребывание в Боге.
- Барака (араб. بركة‎) — божественное благословение, энергия благодати, передаваемая духовными наставниками своим ученикам.
- Ваджд (араб. وجد‎) — экстатическое переживание присутствия Божества.
- Вахдат аль-вуджуд (араб. وحدة الوجود‎) — единство бытия.
- Вахдат аш-шухуд (араб. وحدة الشهود‎) — термин, прилагавшийся к полярным по своему содержанию мистико-философским учениям аль-Халладжа, аль-Джили и ас-Симнани.
- Вирд (араб. ورد‎) — задания в виде молитв, которые муршид даёт своим мюридам.
- Гайб (араб. غيب‎) — сокровенное, недоступное человеческому разуму.
- Зикр (араб. ذکر‎ —  поминание‎) — многократное произнесение молитвенной формулы, «столп, на котором зиждется весь мистический Путь».
- Кашкуль (перс.  کشکول‎), — чаша для сбора подаяний.
- Кутб (араб. قطب‎ —  букв. «полюс»‎) — высшая степень святости в иерархии «святых», лидер или духовный наставник тариката.
- Каввали (урду قوٌالی‎) — исполнение под музыку суфийской поэзии, распространённое преимущественно в Пакистане и северной Индии.
- Латаиф (араб. لطائف‎) — тонкие психоэнергетические центры в теле человека.
- Инсан камиль (араб. إنسان كامل‎) — идеал совершенного человека, победившего в себе нафс и достигшего состояния хакика.
- Макам (араб. مقام‎) — духовное состояние на пути самосовершенствования, которое характеризуется определённой стабильностью; «стоянка» тариката.
- Муракаба (араб. مراقبة‎) — наблюдение, созерцание, суфийская медитация.
- Нисбат — духовная связь между мюридом и мюршидом.
- Рабита (араб. رابطة‎ —  букв. «связь, узы»‎) — духовная связь между учеником и его наставником, одна из ступеней к постижению божества и растворению в нём.
- Сама (араб. سماع‎ —  букв. «слышание»‎) — разновидность зикра, включающая в себя пение, игру на музыкальных инструментах, танец, декламацию стихов и молитв, ношение имеющих символическое значение облачений и др.
- Силсила (араб. سلسلة‎ —  букв. «ряд, цепь»‎) — духовная генеалогия суфийских шейхов, восходящая к пророку Мухаммаду.
- Увайси (араб. أُوَيْس‎) — передача духовного опыта от умершего человека живому человеку.
- Фана (араб. فناء‎) — концепция растворения мистика в Боге.
- Хакикат (араб. حقيقة‎ —  букв. «истина»‎) — финал духовного самосовершенствования, означающий полное освобождение от куфра и ясное умозрение гайба.
- Ханака (перс. خانگاه‎), Завия (араб. زاوية‎) — суфийская обитель.
- Хирка (араб. خِرْقَةٌ‎ —  букв. «тряпка»‎) — дырявый или залатанный плащ, обычно надеваемый при обряде посвящения ученика в суфийский орден.